# 엘런 화이트
엘런 굴드 화이트(영어: Ellen Gould White, 1827년 11월 26일 ~ 1915년 7월 16일)는 제칠일안식일예수재림교회(이하 재림교회)의 창립에 주도적인 역할을 한 인물이다. 그녀는 1844년부터 "예언의 은사"를 받았음을 주장하여, "예언의 신"이라 불리는 여러 권의 신앙적인 저서와 원고, 편지를 남겼다. 재림교회는 그녀의 저서에 대해 선지성을 인정하고 있으며 그녀의 권면을 큰 빛인 성경으로 인도하는 작은 빛으로 믿고 있다.

## 생애
1827년 미국 메인 주의 경건한 감리교회 부모 가정에 태어났다.
9세 시절에 학교에서 집으로 돌아오던 중 친구가 던진 돌에 맞아 얼굴에 큰 부상을 당했다. 그로인해 죽음에 대해 깊이 고민하게 되며 회개의 경험을 하게 된다. 성경을 깊이 연구하며 믿음이 깊은 소녀로 성장했다. 부상 이후로는 정규 교육을 받지 못하였다.
1840년 윌리엄 밀러(설교자)의 재림주의 운동에 가족과 함께 참여하였다가 소속 감리교회에서 수많은 재림주의 신봉자와 함께 제명 당했다.
다니엘서 예언을 토대로 1844년 10월 22일에 예수 재림을 기다려온 재림주의 운동이 종연한 "대실망" 2개월 후, 엘렌은 17세 때 처음으로 환상을 보게 된다. 밀러 예언의 불발 원인을 "성소정결"에 대한 잘못된 이해로 인함을 깨달은 여러 교파 출신 목사 및 평신도들의 집회에서 엘렌의 환상은 "성경을 토대로 기존 교단 간에 존재한 논쟁을 해결하고 밝혀낸 진리를 확증하는" "계시록에 기록된 '예언의 신'"으로 받아들여진다.
이후 임종까지 40여 권의 신앙서적을 집필해간다.
1846년에 제임스 화이트와 결혼 후, 배틀크리크 (미시간주)으로 이주한다. 이 때 교회 본부도 이동한다.

1915년 7월 16일에 세인트헬레나 (캘리포니아주)에서 87세 나이로 사망했다.
미국 스미스소니언 협회에서 발행하는 잡지에서 그녀는 "미국 역사상 100인의 중요인물" 중 한명으로 선정되었다.

## 신학적 주장
제칠일안식일예수재림교회의 교리의 상당부분이 그녀의 저작의 신학과 일치한다.
그녀의 저작들은 "예언의신(대언의 영)"으로 불리며 재림교회에서는 교리와 신학, 행정 및 여러 관습에 있어서 중요한 권위로 받아들여지며, 그 외의 여러 교파의 목사와 평신도들에게도 영향력 있는 신앙서적 시리즈 중 하나이다.
그 중 많은 서적이 인터넷 상에 공개되어 있다.

## 창조과학에 미친 영향
창조과학 또는 홍수지질학을 지지했다. 창세기와 관련해 지질학자들을 따라선 안 된다고 가르쳤다. 성경 기록 그대로 창세기의 6일 창조가 문자 그대로 일어났다고 주장하였다. 노아의 홍수가 전 지구적인 사건이었으며, 이를 통해 화석이 생겼다고 보았다. 이 주장은 당시 과학계에서 폐기된 주장이었다.
| “ | 홍수가 물러간 후에 썩어가고 있는 태고의 생명체들이 드러났고, 하나님은 지구 전체를 덮는 강한 바람을 일으키셔서 그 잔해들을 묻으셨으며, 어떤 경우에는 초강력 산사태와 같은 것을 통해 그것들이 산꼭대기로 옮겨졌고, 이전에는 아무것도 보이지 않았던 곳에 거대한 언덕들과 높은 산들이 형성되면서 사체들은 나무, 돌, 흙으로 덮였다. | ” |
|   | — 엘런 화이트 |   |

그녀의 이런 주장은 조지 맥크리디 프라이스 등의 인물들에게 영향을 끼쳤다.

## 저서
- 《정로의 계단》

## 같이 보기
- 윌리엄 밀러
- 전천년설
- 재림주의
- 재림교회
- 개신교
- 성서무오설
- 기독교 근본주의
- 창조과학